# Hermsdorf (Saxônia)
Hermsdorf é um município da Alemanha, situado no distrito de Sächsische Schweiz-Osterzgebirge, no estado da Saxônia. Tem 20,14 km² de área, e sua população em 2019 foi estimada em 768 habitantes.